# Telarmónio
Telarmónio (português europeu) ou telarmônio (português brasileiro) (também conhecido como dinamofone) é um instrumento musical eletro-mecânico desenvolvido por Thaddeus Cahill em 1897.

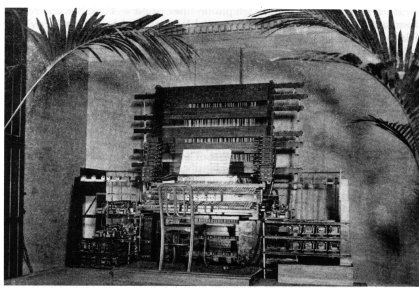
O console de um telarmónio de Thaddeus Cahill, 1897

Foi desenvolvido para ser ouvido usando-se captadores de som de telefones. A versão Mark I pesava sete toneladas, enquanto o Mark II pesava quase duzentas toneladas. Para tocar, o instrumentista senta-se em frente ao console para controlar o instrumento. O mecanismo completo do aparelho é tão grande que ocupa uma sala inteira.
Seu funcionamento foi visionário para vários outros equipamentos de som modernos. Por exemplo, a saída de som era feita ao adaptar cones de papel nos captadores de som de telefones, uma forma primitiva de caixa de som.